# Veľká Homôľka
 Veľká Homôľka) je vrchol o nadmořské výšce 1274,4 m v pohoří Vtáčnik. Nachází se v centrální, nejvyšší části pohoří, nad obcí Prochot.
Vrchol pokrývá smíšený les a jižní část vrcholu patří do NPR Vtáčnik. Velká Homolka leží v severní části masivu vrchu Vtáčnik, východně od Malé Homolky.

## Přístup
Na vrchol nevede značený chodník a přístup vede lesem z Malé Homolky
- Po  značce
  - Po hřebeni z Tri chotáre
  - Po hřebeni z Vtáčnika
- Po  značce z Prochote